# Калішпатизація
Калішпатизація (рос. калишпатизация, англ. kalifeldspatization, нім. Kalispatisation f, Kalifeldspatization f) — уявний процес метасоматичного заміщення переважно плагіоклазу калієвим польовим шпатом.
У ширшому розумінні — метасоматичне заміщення калієвим польовим шпатом вапняково-натрових плагіоклазів магматичних або метамофічних порід, яке пов'язане з привнесенням у гірські породи калію. При цьому джерело калію лишається невідомим.
Калішпатизація можливо відіграє певну роль у генезисі порід та мінералів. Зокрема, поява монациту у мінеральному парагенезисі даних порід, на думку окремих дослідників, пов'язана з процесами їх калішпатизації